# Família extensa

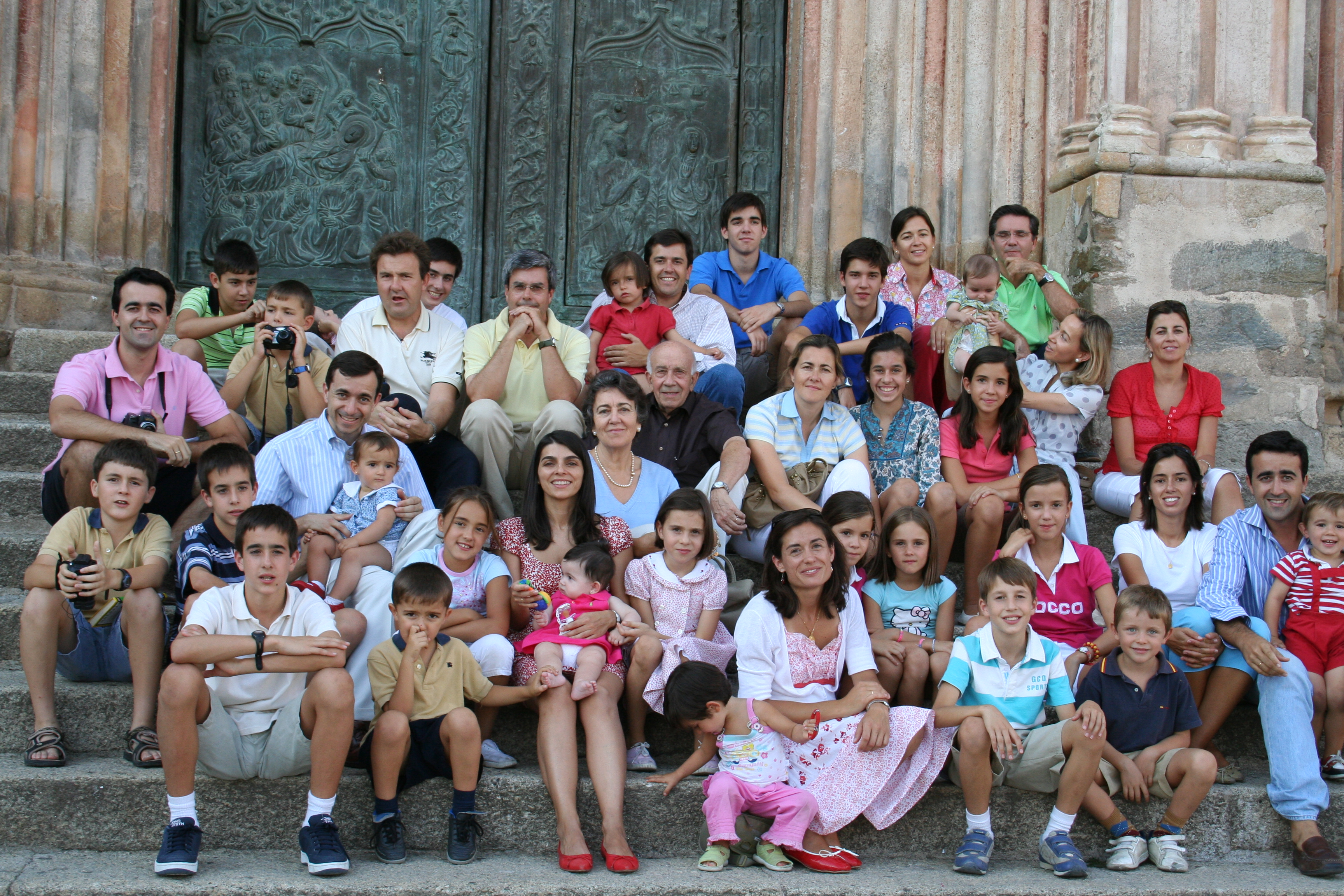
Família extensa

Una família extensa és una família que s'estén més enllà de la família nuclear, que consisteix en progenitors com pare, mare, i els seus fills, tietes, oncles, avis i cosins, tots els que conviuen a la mateixa llar. En les cultures on la família extensa és la forma bàsica de la unitat familiar, la transició d'un individu cap a l'adultesa no implica necessàriament la separació dels seus parents o dels seus pares. Els membres d'aquesta estructura familiar de caràcter tradicional configuren una xarxa social de suport, sobre la base de l'ajuda mútua.

## Descripció
En alguns casos, la família extensa viu amb un membre familiar proper. Aquestes famílies inclouen, en una mateixa llar, familiars diversos a més d'una familiar immediat. Un exemple seria el d'un pare gran que s'instal·la a viure amb els seus fills quan es fa gran. A les cultures occidentals modernes dominades per construccions familiars immediates, el terme s'ha arribat a utilitzar genèricament per referir-se als avis, oncles, ties i cosins, tant si viuen junts dins la mateixa llar com si no. Tanmateix, també pot referir-se a una unitat familiar en la qual conviuen diverses generacions dins d'una mateixa llar. En algunes cultures, el terme s'empra com a sinònim de família amb consanguinitat.
Una família troncal és una mena de família extensa, comentada per primera vegada per Frédéric Le Play, on els pares viuran amb un fill i el seu cònjuge, així com els fills d'ambdós, mentre que els altres fills abandonaran la casa o hi romandran solters. La família troncal de vegades s'associa amb pràctiques d'herència amb desigualtats, com al Japó i Corea, però el terme també s'ha utilitzat en alguns contextos per descriure un tipus de família on els pares viuen amb un fill casat i el seu cònjuge i fills, però la transferència de la terra i dels béns mobles és més o menys igualitari, com en el cas de la Romania tradicional, el nord-est de Tailàndia o els pobles indígenes mesoamericans. En aquests casos, el nen que té cura dels pares acostuma a rebre la casa a més de la seva part de terra i béns mobles.
En una família extensa, els pares i les famílies dels seus fills sovint poden viure sota un mateix sostre. Aquest tipus de família conjunta pot incloure diverses generacions de la família. Tres o quatre generacions poden viure juntes sota un mateix sostre. La família conjunta forma un grup coherent, segueixen una cultura comuna, tenen els mateixos drets sobre la propietat i celebren conjuntament totes les festes i funcions de la família. De cultura a cultura, la variació del terme pot tenir diferents significats. Amb la globalització, la creixent urbanització ha tornat els individus progressivament més individualistes i sovint la unitat familiar s'ha traslladat a una situació secundària.

## Sociologia
Sovint s'ha suposat que els grups familiars extensos que comparteixen una sola llar gaudeixen d'avantatges específics, com ara un major sentiment de seguretat i pertinença a causa de compartir un grup més ampli de membres que pot ajudar durant una crisi, i més models a seguir per ajudar a perpetuar el comportament i els valors culturals desitjats. Tanmateix, fins i tot en les cultures en què els adults surten de casa després del matrimoni per començar les seves pròpies llars nuclears, la família extensa sovint acaba formant una xarxa de suport important que ofereix avantatges similars. Particularment a les comunitats de la classe treballadora, els nens grans tendeixen a establir les seves pròpies llars dins de la mateixa àrea que els seus pares, tiets i avis. Aquests membres de la família extensa tendeixen a reunir-se sovint per a esdeveniments familiars i a sentir-se responsables d'ajudar-se i donar-se suport mútuament, tant emocionalment com econòmicament.
Tot i que les famílies contemporànies es poden considerar més mòbils en general que en el passat, els sociòlegs consideren que això no necessàriament ha provocat la desintegració de les xarxes familiars esteses. Més aviat, les ajudes tecnològiques com Internet i les xarxes socials com Facebook ajuden a mantenir el contacte i mantenir aquests vincles familiars.
Particularment en el cas de les llars monoparentals, pot ser útil que els membres de la família extensa comparteixin una sola llar per tal de compartir la càrrega de les despeses. D'altra banda, compartir una llar pot presentar un desavantatge en funció de la mida i el nombre de famílies implicades, sobretot quan només uns pocs membres assumeixen la major part de la responsabilitat de fer front a les necessitats bàsiques de la família.
Es calcula que a principis de la dècada del 2020 hi ha 49 milions de nord-americans (el 16,1% de la població total) que viuen en llars de tres o més generacions. Aquesta situació és similar a Europa occidental. Un altre 34% viu a menys d'un quilòmetre dels seus fills.

## Distribució
En moltes cultures, com les dels asiàtics, els d'Orient Mitjà, els africans, els pobles indígenes com els nadius americans i els illencs del Pacífic, els llatinoamericans i els caribenys, i fins i tot per als europeus de l'est i els europeus del sud, les famílies extenses són la unitat familiar bàsica. És a dir, la família nuclear occidental moderna no és la norma. Fins i tot a l'Europa occidental, les famílies extenses, sobretot les troncals, també són clarament prevalents, sent Anglaterra una rara excepció. A Gran Bretanya i els Estats Units, durant la Revolució Industrial (aproximadament entre 1750 i 1900), hi havia més persones vivint en famílies extenses que en qualsevol moment anterior o posterior.
L'aïllament geogràfic és habitual per a les famílies de classe mitjana que es mouen en funció de les oportunitats ocupacionals, mentre que les branques familiars "conserven [la seva] independència bàsica". Algunes famílies extenses fan reunions familiars o troben les maneres per reunir-se regularment, normalment durant els períodes de vacances, per restablir i integrar una connexió familiar més forta. Això permet que les famílies nuclears individuals es connectin amb els membres de la família extensa.

## Família troncal i la figura de l'hereu
La família troncal és el tipus de família que a Catalunya ha generat la figura de l'hereu o la pubilla, el fill o la filla que hereta tot el patrimoni familiar, excepte la llegítima. La institució de l'hereu a través dels heretaments és una forma de transmissió de l'herència, amb una característica important, la transmissió dels drets es produeix formalment abans de la mort dels pares i amb una reserva d'usdefruit vitalici. Els pares, l'hereu i la seva esposa i fills conviuen i comparteixen patrimoni familiar segons unes regles preestablertes. Per tant, la família que vivia en el mas era una família de tipus troncal complexa, caracteritzada per formar una línia genealògica que a cada generació estava constituïda per una parella conjugal, els fills del matrimoni i els pares de l'hereu. Les parelles successives estaven unides per vincles paternofilials. Tots els fills de les parelles troncals es consideraven de la casa, però només un era l'escollit per quedar-se a la casa. Un sol fill per nivell generacional rebia dels pares bona part del patrimoni familiar, assegurant així passar de generació sense divisió, amb continuïtat patrimonial, essent un element bàsic de la civilització rural. Codificada amb la progressió del notariat en el segle XIII la institució de l'hereu es va tornar rutinària i inclosa sistemàticament en els pactes matrimonials, arrelada al costum.
La família troncal catalana suposava un grup familiar limitat i cohesionat al voltant dels hereus per garantir la permanència, que en el seu moment suposava garantir els rèdits del senyor feudal. En l'àmbit econòmic es va fixar un tipus de tinença amb un únic titular que es transmetia per cada generació de forma indivisa i amb un estrat d'explotacions relativament equiparables pel que feia a les capacitats productives, base d'una estratificació social de la població pagesa. Els germans que heretaven una part mínima buscaven oportunitats fora de la casa i socialment representaven dos grups amb posicions asimètriques. La dispersió dels germans desheretats va estimular l'economia urbana, molts s'establien en un centre urbà proper exercint un ofici, vinculant la unitat domèstica a una xarxa de viles i ciutats. Com indicava Pierre Vilar la figura dels fills no hereus representaven un element dinàmic que va establir un vincle entre l'economia urbana i l'economia rural.

## En la cultura popular
- La sèrie Dynasty tracta de la competència entre les famílies extenses de ficció Carrington i Colby.[27]
- La sèrie de Dallas tracta sobre la família extensa de ficció Ewing.[27]
- La tragèdia Romeu i Julieta tracta sobre l'amor de Romeu i Julieta, que pertanyen a dues famílies extenses, els Montagues (Romeu) i els Capulet (Julieta).[28]